# NGC 543
NGC 543 je galaksija u zviježđu Kit.

## Vanjske poveznice
- SEDS: NGC 0543